# Yisroel Werdyger
Pour les articles homonymes, voir Werdyger.
Yisroel Werdyger (né le 15 octobre 1980 à Brooklyn) est un chanteur de musique hassidique américain. Il vient d'une famille de chanteurs, étant le fils de Mendy Werdyger, le neveu de Mordechai Ben David, le petit-fils de David Werdyger et le cousin de Yeedle Werdyger.

## Biographie
Yisroel Werdyger est né le 15 octobre 1980 à Brooklyn, New York. Il est le fils de Mendy Werdyger, le neveu de Mordechai Ben David, le petit-fils de David Werdyger et le cousin de Yeedle Werdyger. Il fait partie donc d'une dynastie de la musique chassidique.
Il commence sa carrière en 2008.

## Discographie

### Albums en Solo
- (he) Bayis Ne’eman B’Yisroel (2008)[4]
  - Bayis Neeman Byisroel
  - Emor
  - Lecha Dodi
  - Yisroel Beyachad
  - Ki Hidlakti
  - Kivinu
  - Acheinu
  - Umeloch
  - Shuvu Bonim
  - Besimcha Raboh
  - Tomachti
  - Keil Hakavod
- (he) Ashira V’zamra (2010)[5]
  - Simcha Shel Mitzva
  - Anu
  - Ashira Vazamra
  - Dovid Hamelech
  - Doros
  - Eishes Chayil
  - Veahavascha
  - Mi Chacham
  - Shma Koleinu
  - Motzi
  - Heneni Heani
- (he) Odeh Lkeil (2012)[6]
  - Borei Olam
  - Ashreini
  - Zaroh
  - Odeh Lokeil
  - Mesikus Hatorah
  - Boiee Beshalom
  - Shavti Lelerushalayim
  - Gadli
  - Yom Zeh Leyisroel
  - Nogil
  - Midas Harachamim
  - Nigun Simcha Chabad
- (he) Avorcho [7]
  - Beruchim
  - Ekod
  - Meshoich
  - Nishmas
  - Zakeinu
  - Avorcho
  - Keil Erech
  - Ki Hu Amar
  - Zchor
  - Tomid
  - Uvenucho
- (he) Chassidishe Lebedige Tentz[8]

### En collaboration
- Abish Brodt, Yisroel Werdyger:
  - Vhaarev Na In Yiddish[9]

## Chansons
- (he) Torah[10]
- (he) Zaroh[11]
- (he) Al Kol Rega[12]